# Pheidole accinota
Pheidole accinota är en myrart som beskrevs av Wheeler 1925. Pheidole accinota ingår i släktet Pheidole och familjen myror. Inga underarter finns listade i Catalogue of Life.